# Cinnamomum nicolsonianum
Cinnamomum nicolsonianum är en lagerväxtart som beskrevs av K.S. Manilal & M. Shylaja. Cinnamomum nicolsonianum ingår i släktet Cinnamomum och familjen lagerväxter. Inga underarter finns listade i Catalogue of Life.